# Mardepetacânia
Mardepetacânia (em armênio: Մարդպետական; romaniz.: Mardptakan) foi uma região histórica e principado dentro da província da Vaspuracânia da Armênia.

## Geografia
A Mardepetacânia localizava-se na província de Vaspuracânia, no Reino da Armênia. Estendeu-se entre o principado de Anzevácia, ao sul do lago de Vã, até Siúnia, ao norte do rio Araxes. De acordo com Robert Hewsen, provavelmente incluía os seguintes distritos: Mardastânia (terra dos amardos), Mardastânia Original, Zovasrócia, Terrunavânia, Arzisacovícia, Culanovita, Aluandrote, Corzúnia e Naquichevão. Em outro trabalho, Hewsen dá os dez distritos de Mardepetacânia como segue: Mardastânia, Terrunavânia, Zovasrócia, Corzúnia, Aluandrote, Garni, Bacrana, Maranda, Gabitênia e Naquichevão.

## História

Expansão do território dos Arzerúnios. Mardepetacânia é um dos territórios amarelos

O nome da região deriva do título mardepetes, que era o título gentilício do príncipe dinástico dos amardos. Na visão do historiador Cyril Toumanoff, era um enclave cáspio-meda ou mínio-maneia na Armênia. Hewsen acreditava que os amardos formaram um enclave meda na Armênia e talvez fossem os ancestrais dos curdos posteriores que habitaram esta parte da Armênia: "os amardos habitavam uma região escassamente povoada por armênios e predominantemente curda (Marde = 'curdo' em armênio medieval)" mesmo antes da dispersão dos armênios entre 1895 e 1917." Os príncipes amatúnidas de Artaz, que eram possivelmente de origem meda, podem ter governado todo a Mardepetacânia antes de se tornar uma terra real.
A Lista Militar (Զորնամակ, Zōrnamak), o documento que indica a quantidade de cavaleiros que cada uma das famílias nobres devia ceder ao exército real em caso de convocação, não menciona sua linhagem principesca, mas Cyril Toumanoff propôs que o principado podia arregimentar quatro mil cavaleiros. Em 314, segundo Agatângelo, um mardepetes foi um dos príncipes convertidos por Gregório. Cyril Toumanoff sugere que o mardepetes também foi vitaxa da Marca Síria. Os príncipes da família de Enzai, citados no século V, deviam ser um ramo cadete. Os mardepetes dinásticos devem ter se extinguido precocemente e seu principado se tornou propriedade dos reis arsácidas. Subsequentemente, tornar-se-ia apanágio dos grão-camareiros (hair), que continuaram a usar o antigo título dinástico de seus predecessores.
O ofício de mardepetes não resistiu ao fim dos arsácidas em 428 e seus domínios, dissociados do ofício, passaram à família Arzerúnio, que mais tarde estabeleceria o Reino de Vaspuracânia no século X. Mardepetacânia estava em mãos da linha sênior dos Arzerúnios, o que justifica Mirsapor e Nersapor Arzerúnio serem chamados mardepetes e "grão-príncipes dos Arzerúnios". Após a repartição da Armênia entre o Império Bizantino e o Império Sassânida em 591, o território do antigo principado, junto com outros sete principados próximos, tornou-se parte da província sassânida da Grande Armênia (Wazurg Armanān).